# Jacek Krupa
Jacek Jan Krupa (Skawina; 11 de Abril de 1955) é um político da Polónia. Ele foi eleito para a Sejm em 25 de Setembro de 2005 com 6860 votos em 13 no distrito de Cracóvia, candidato pelas listas do partido Platforma Obywatelska.